# 26636 Ericabroman
26636 Ericabroman è un asteroide della fascia principale. Scoperto nel 2000, presenta un'orbita caratterizzata da un semiasse maggiore pari a 2,6906900 au e da un'eccentricità di 0,1283989, inclinata di 14,03561° rispetto all'eclittica.